# Johannes Christiaan Schotel
Johannes Christiaan Schotel (Dordrecht, 1787. november 11. – Dordrecht, 1838. december 22.) holland festő, Petrus Johannes Schotel apja.

## Életútja
Martinus Schouman tanítványa, mesterével együtt két nagy csataképet festett, a franciák visszavonulását Dordrecht alól 1814-ben és Algír bombázását a hollandok és angolok által 1716-ban, később azonban tengeri képek festésére adta magát és kiváló sikerrel ábrázolt különösen tengeri viharokat. Életrajzát fia, Jacob Schotel írta meg Leven van den zeschilder Johannes Christiaan Schotel címmel (Dordrecht, 1840).